# Walter Montoya
Walter Iván Alexis Montoya (ur. 21 lipca 1993 w Machagai) – argentyński piłkarz występujący na pozycji prawego pomocnika w meksykańskim Cruz Azul.